# 阿都阿兹沙比安
阿都阿兹·沙比安，马来西亚政治人物，国阵巫统党员，曾经于2004年至2013年担任柔佛州议会努沙再也州议员。

## 政治生涯
2008年大选，代表国阵巫统参加并赢得努沙再也州议席。

## 个人荣誉
- 马来西亚：
  -  护国有功成员勋章（AMN）（1998年）[3]
  -  联邦护国丞官勋章（KMN）（2005年）[3]
- 马六甲：
  -  马六甲荣誉勋章（DMSM）—拿督（2007年）[4]